# Lyctoderma coomani
Lyctoderma coomani är en skalbaggsart som beskrevs av Pierre Lesne 1932. Lyctoderma coomani ingår i släktet Lyctoderma och familjen kapuschongbaggar. Inga underarter finns listade i Catalogue of Life.

## Bildgalleri

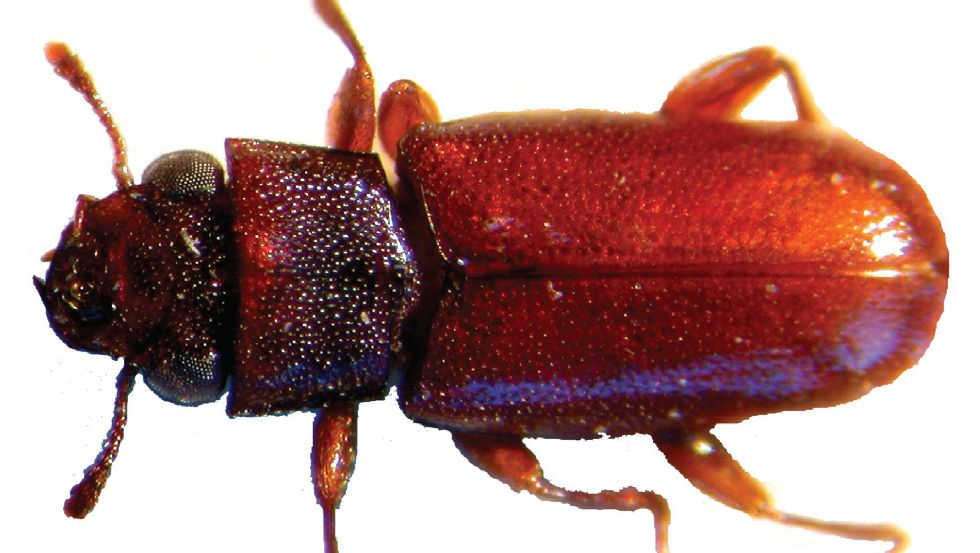